# Нюдя-Лангъяха
Нюдя-Лангъяха (устар. Нюди-Ланг-Яха) — река в России, протекает по Ямало-Ненецкому АО. Устье реки находится в 39 км по правому берегу реки Лангъяха. Длина реки составляет 24 км.

## Данные водного реестра
По данным государственного водного реестра России, относится к Нижнеобскому бассейновому округу, водохозяйственный участок реки — Пур, речной подбассейн отсутствует. Речной бассейн реки — Пур.
Код объекта в государственном водном реестре — 15040000112115300060527.